# Bryologia Europaea
Bryologia Europaea (abreviado Bryol. Eur.) es un libro con ilustraciones y descripciones botánicas que fue escrito por conjuntamente por Philipp Bruch, Wilhelm Philipp Schimper & Wilhelm Theodor Gümbel. Fue publicado en Stuttgart en 6 volúmenes en los años 1836--1855 y un suplemento con 65 fascículos en 1864-1866, con el nombre de Bryologia Europaea seu genera muscorum Europaeorum monographiche illustrata.